# Kozi Rog, Gabrovo
Kozi Rog (în bulgară Кози Рог) este un sat în comuna Gabrovo, regiunea Gabrovo,  Bulgaria. 

## Demografie
Componența etnică a satului Kozi Rog
     Bulgari (100%)
     Nicio identificare (0%)
     Altele (0%)
La recensământul din 2011, populația satului Kozi Rog era de 79 locuitori. Din punct de vedere etnic, toți locuitorii erau bulgari.